# Pezicula eucrita
Pezicula eucrita är en svampart som beskrevs av P. Karst. 1871. Pezicula eucrita ingår i släktet Pezicula och familjen Dermateaceae.  Arten är reproducerande i Sverige. Inga underarter finns listade i Catalogue of Life.